# Gewog di Nubi
Il gewog di Nubi è uno dei cinque raggruppamenti di villaggi del distretto di Trongsa, nella regione Meridionale, in Bhutan.